# Horst Müller (Pädagoge)

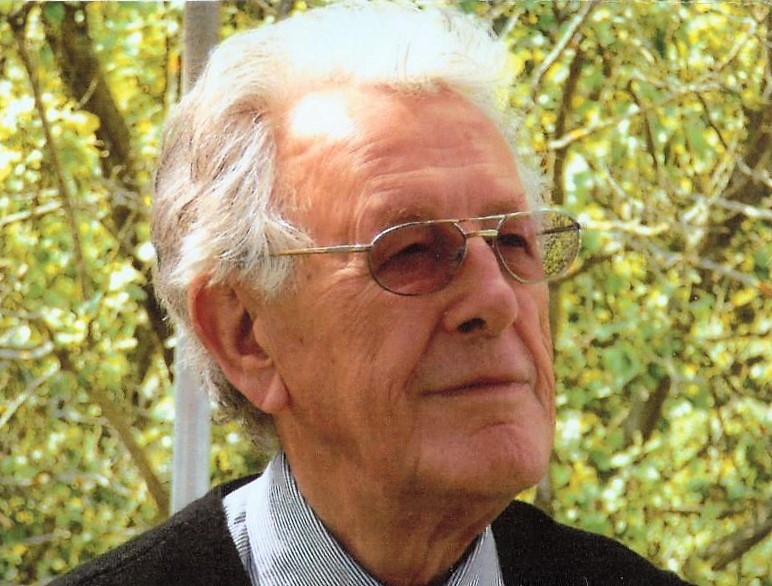
Horst Müller (2016)

Horst Müller (* 21. Februar 1929 in Kassel, Hessen; † 15. April 2020 ebenda) war ein deutscher Pädagoge, Laienspielleiter, Theater-Regisseur und Autor.

## Leben
Müller wuchs bis zur weitgehenden Zerstörung der Stadt im Bombenkrieg 1943 in Kassel auf. Sein Vater fiel als Soldat während des Zweiten Weltkriegs; seine Schwester kam in einem Luftschutzkeller durch einen Bombentreffer um. Als Ausgebombte kamen er und seine Mutter in einem Behelfsquartier unter.
In der Nachkriegszeit setzten sich er und seine Mitschüler intensiv mit dem durch das Christentum geprägten Antisemitismus auseinander, der in der nationalsozialistischen Zeit zur Staatsdoktrin erhoben wurde. Im Jungvolk und bei der Hitlerjugend, in der Schule und der Gesellschaft wurden die Kinder nahezu täglich damit indoktriniert. Dies ist ein lange nachwirkendes Faktum, mit dem er sich auch in seinem 2016 veröffentlichten Spätwerk befasst.
Während der Schulzeit machte er erste Theatererfahrungen mit dem schulischen Laienspiel. Seine Abiturklasse probte trotz der Prüfungsvorbereitungen das Theaterstück Blut und Liebe von Martin Luserke für die Abschlussfeier und führte es auf.
Im Jahr 1948 schloss er seine Schulzeit mit dem Reifezeugnis ab, das er in Hofgeismar erwarb. Hinsichtlich eines Berufswunsches hatte er aufgrund seines leidenschaftlichen schulischen Interesses an chemischen Experimenten zunächst überlegt, Chemie zu studieren. Stattdessen entschied er sich für die Fachbereiche Germanistik, Geschichte und Philosophie, die er an der Georg-August-Universität in Göttingen und der Albert-Ludwigs-Universität in Freiburg studierte. Im Jahr 1956 schloss er mit dem Staatsexamen und seiner durch Ernst Jahn und Walter Rehm angeregten Promotion zum Thema Zeitkritik im Werke Rilkes bei Klaus Ziegler ab.
In Frankreich absolvierte er ein Jahr Lektorat und war nach seiner Referendarzeit an der Kasseler Heinrich-Schütz-Schule, 1959–1960 an der König-Heinrich-Schule in Fritzlar und schließlich an der Herderschule in Kassel. Danach lehrte er fünf Jahre an der Deutschen Schule Istanbul und war nach seiner Rückkehr nach Deutschland am Wilhelmsgymnasium in Kassel bis zu seiner Pensionierung als Lehrer tätig. Während seiner Referendarzeit lernte er an der Schule seine künftige Ehefrau Sigrid kennen, mit der er zwei Söhne bekam.
Sowohl in der Türkei als auch in Kassel gründete er Schultheater und 1991 das Kasseler Amateur- und Studententheater. Rund fünf Jahrzehnte beschäftigte er sich mit dem Laienspiel für Schüler, Studierende und ältere Erwachsene, für das er elf Bühnenstücke schrieb.
Müller war seit dem Jahr 1991 pensioniert.
Er starb am 15. April 2020 im Alter von 91 Jahren in Kassel.

## Werke (Auswahl)
- Zeitkritik im Werke Rilkes. Phil. Diss., 1956
- Lebensphilosophie und Religion bei Georg Simmel. Duncker & Humblot, Berlin 1960. ISBN 978-3-428-01063-9
- Studenten + Theater, 1999, ISBN 3-88122-986-8
- Theater, freihändig. Kassel 2011
- Der Krieg, er zieht sich etwas hin. Fünf Texte. Books on Demand, Norderstedt 2016. ISBN 978-3-7392-4154-8